# Slaglängd
Slaglängd kallas den längd som utgör arbetsområdet på till exempel en hydraulcylinder. Detta mått används på samma sätt till stötdämpare för att ange över vilken längd de kan dämpa.